# Автоматична класифікація
Автомати́чна класифіка́ція — віднесення автоматичним пристроєм об'єктів з деякої множини до того або іншого класу із заданого (кінцевого) набору класів.
В основі автоматичної класифікації лежить аналіз інформації про кожний об'єкт, яка вводиться в пристрій. Проблема автоматичної класифікації відноситься до проблеми розпізнавання образів, і в її розв'язку використовуються багато понять і методів розпізнавання образів. Зокрема, в одному з варіантів рішення що вводиться у пристрій інформація про об'єкт, що класифікується, інтерпретується як сукупність ознак. Кожній ознаці зіставляється координата (багатоградаційна або двійкова, залежно від природи ознаки) в деякому просторі ознак, де всякий пред'явлений об'єкт відображається крапкою. При вдалому виборі ознак точки одного класу групуються в компактні скупчення з межами, що порівняно легко апроксимуються, або, в постановці ймовірності, розподілами ймовірності. Пред'явлений об'єкт залежно від того, куди потрапляє в просторі ознак точка, що відображає, класифікується відповідно до прийнятого вирішального правила.
Автоматичної класифікація застосовується в медичній, технічній діагностиці, геофізичній розвідці, інформаційно-пошукових системах тощо.